# 나카야마 나리아키
나카야마 나리아키(中山成彬, 1943년 6월 7일 ~)는 일본의 대장성 관료이자 정치인으로, 희망의 당 소속 중의원 의원이다. 문부과학대신, 국토교통대신을 지냈다.
미야자키현의 고바야시시 출신으로, 도쿄 대학 법학부를 졸업하고, 대장성에 들어갔다. 도쿄도 임원세무서장 (東京都荏原税務署長), 대장성 주계국주사 (大蔵省主計局主査, 방위 담당), 대장성 도카이재무국리재부장 (大蔵省東海財務局理財部長), 대장성 대신관방 (大臣官房) 기획관 등을 거쳐, 1982년 대장성에서 나와 정계에 입문하였다.
1983년 제37회 중의원 의원 총선거에서 미야자키 2구에 출마했으나 낙선하였고, 1986년 제38회 중의원 의원 총선거에서 첫 당선되었다. (이후 1993년 선거에서는 낙선, 1996년 선거에서는 당선) 1990년 문부 정무차관, 2000년 유통 산업 총괄 정무차관, 2001년 경제 산업 차관, 2003년 자민당 부 (副) 간사장 직을 역임하고, 2004년 제2차 고이즈미 개조내각에서 문부과학대신으로 첫 입각하였다.
세이와 정책 연구회 사무총장, 일본의 전도와 역사교육을 생각하는 의원 모임 (日本の前途と歴史教育を考える議員の会)의 회장을 맡았으며, 2008년 9월 아소 내각에서 국토교통대신이 되었으나, 일 주일도 되지 않아 사임하였다.

## 역대 선거 결과
|  | 24.5% |

|  | 24.7% |

|  | 25.7% |

|  | 41.14% |

|  | 42.92% |

|  | 52.71% |

|  | 56.90% |

|  | 24.33% |

|  | 19.63% |

|  | 2.65% |

|  | 17.36% |

## 같이 보기
- 난징의 진실
- 난징 대학살
- 일본군 위안부
- 제2차 고이즈미 개조내각
- 일본교직원조합
- 나카야마 교코